# Venecia (Cundinamarca)
Venecia, in passato Ospina Perez, è un comune della Colombia facente parte del dipartimento di Cundinamarca.
Il centro abitato venne fondato da Silvano Pineda, Alfredo Figueredo, Justiniano Villarraga e Carlos Heredia nel 1928, mentre l'istituzione del comune è del 5 settembre 1951.